# Posizione Take-off/Go-around
Il take-off/go-around (TO/GA) è una funzione presente nell'automanetta dei moderni aeromobili, con due modalità: take-off (decollo) (TO) e go-around (riattaccata) (GA). La modalità dipende dalla fase del volo; generalmente, durante l'avvicinamento alla pista d'atterraggio, l'autopilota viene impostato in modalità approach, quindi se il bottone TO/GA viene premuto, esso attiverà la modalità go-around dell'automanetta; al contrario, quando l'autopilota è impostato su take-off, il bottone attiva la modalità take off dell'automanetta. Sui velivoli Boeing, le modalità TO/GA sono selezionate da un pulsante collocato vicino alle manette; sui velivoli Airbus viene attivato spingendo le manette nella posizione più avanzata (posizione TO/GA).

## Decollo
Una volta allineato l'aeromobile alla pista, i piloti aumentano la potenza dei motori. La percentuale di potenza dei motori raggiunta sui Boeing è del 40–60%, mentre è del 50% sugli Airbus. Ciò viene eseguito per evitare incidenti durante il decollo a causa dello stallo del compressore. Successivamente i piloti premono il pulsante TO/GA, facendo aumentare la potenza fino al valore inserito nel Flight Management System. I sistemi degli aeromobili più moderni stabiliscono in automatico la potenza richiesta per decollare, basandosi su diversi fattori, come la lunghezza della pista, la velocità del vento, la temperatura dell'aria e il peso del velivolo. Negli aeromobili più vecchi, i calcoli venivano eseguiti dai piloti prima del decollo; il risultato di tali calcoli è la flex temperature.

## Riattaccata
La modalità go-around viene usata in avvicinamento. Se anche un pilota crede di non poter atterrare in sicurezza, premendo il bottone TO/GA, aumenterà la spinta al massimo possibile. La funzione TO/GA modifica la modalità dell'autopilota, non permettendogli più di seguire il sentiero di discesa dell'ILS e prevaricando l'automanetta che in quel momento è in modalità atterraggio. Sugli Airbus, il TO/GA abbandona il sentiero di discesa e esegue la riattaccata in maniera automatica. In una situazione di emergenza, usare il TO/GA è la via più rapida per avere la massima spinta e abortire l'avvicinamento.
Su alcuni velivoli, l'attivazione del TO/GA, fa eseguire all'aeromobile il circuito di missed approach (mancato avvicinamento), nel caso in cui esso sia stato inserito nel piano di volo